# Benzingia caudata
Benzingia caudata là một loài thực vật có hoa trong họ Lan. Loài này được (Ackerman) Dressler mô tả khoa học đầu tiên năm 2010.

## Hình ảnh

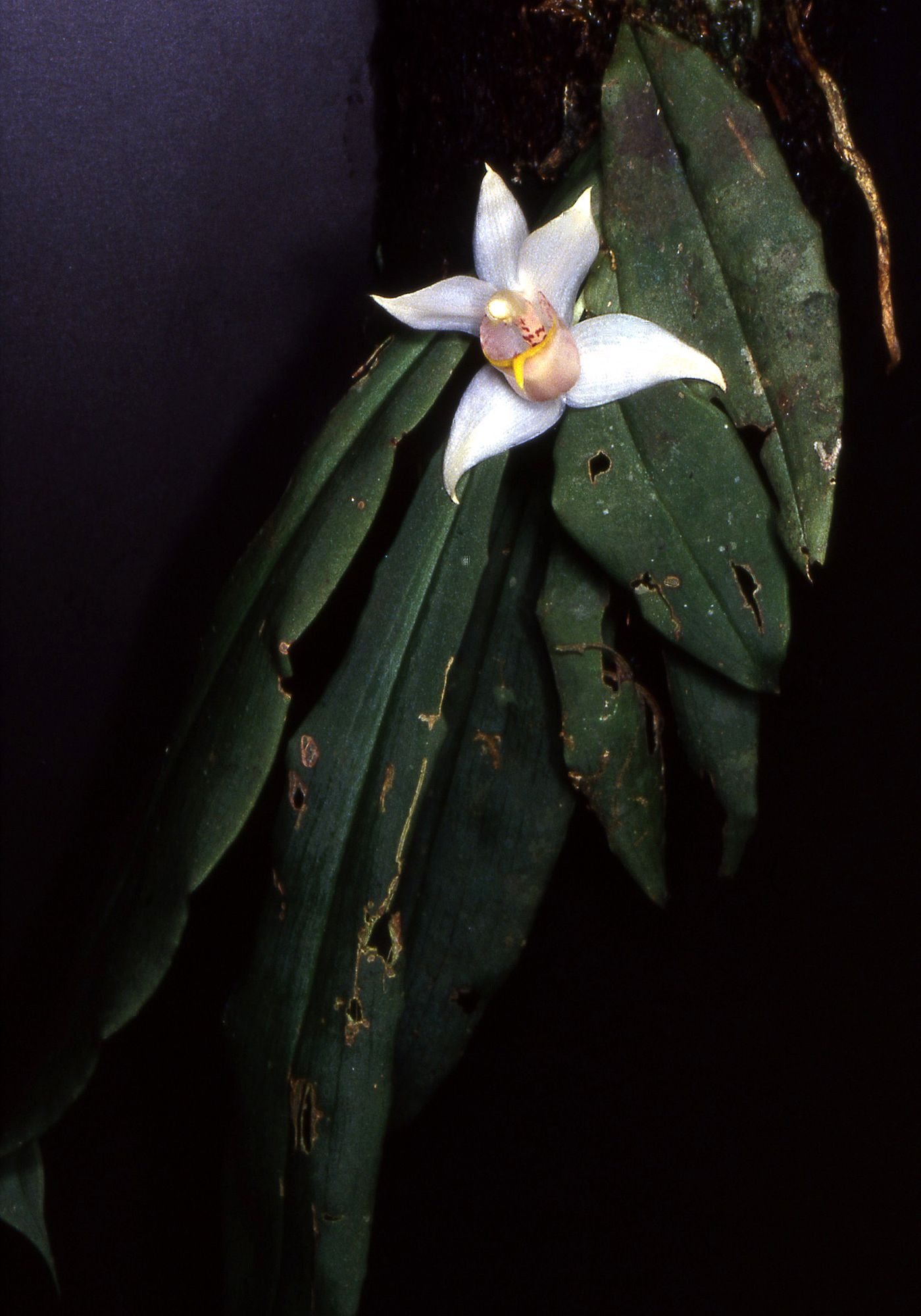
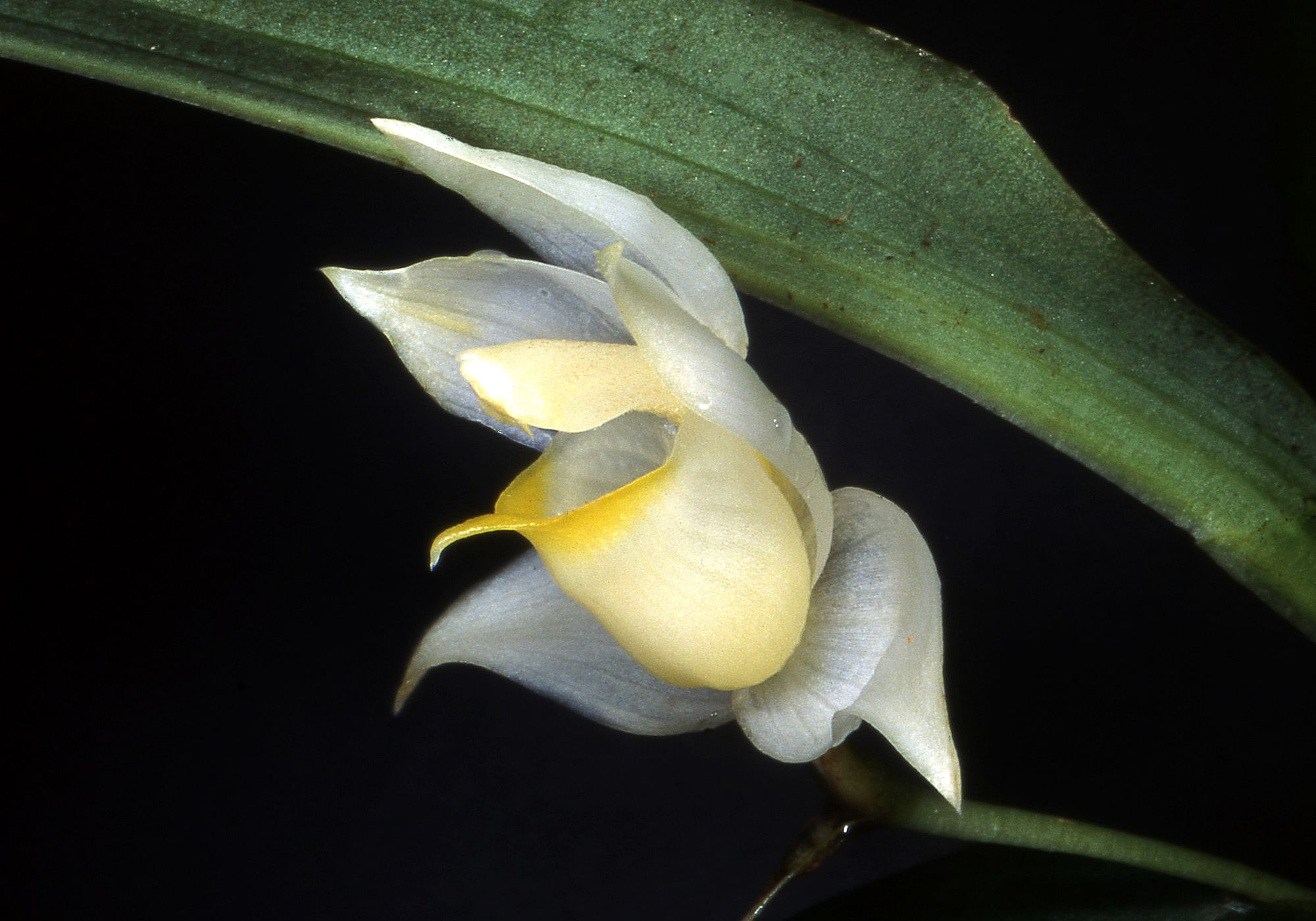
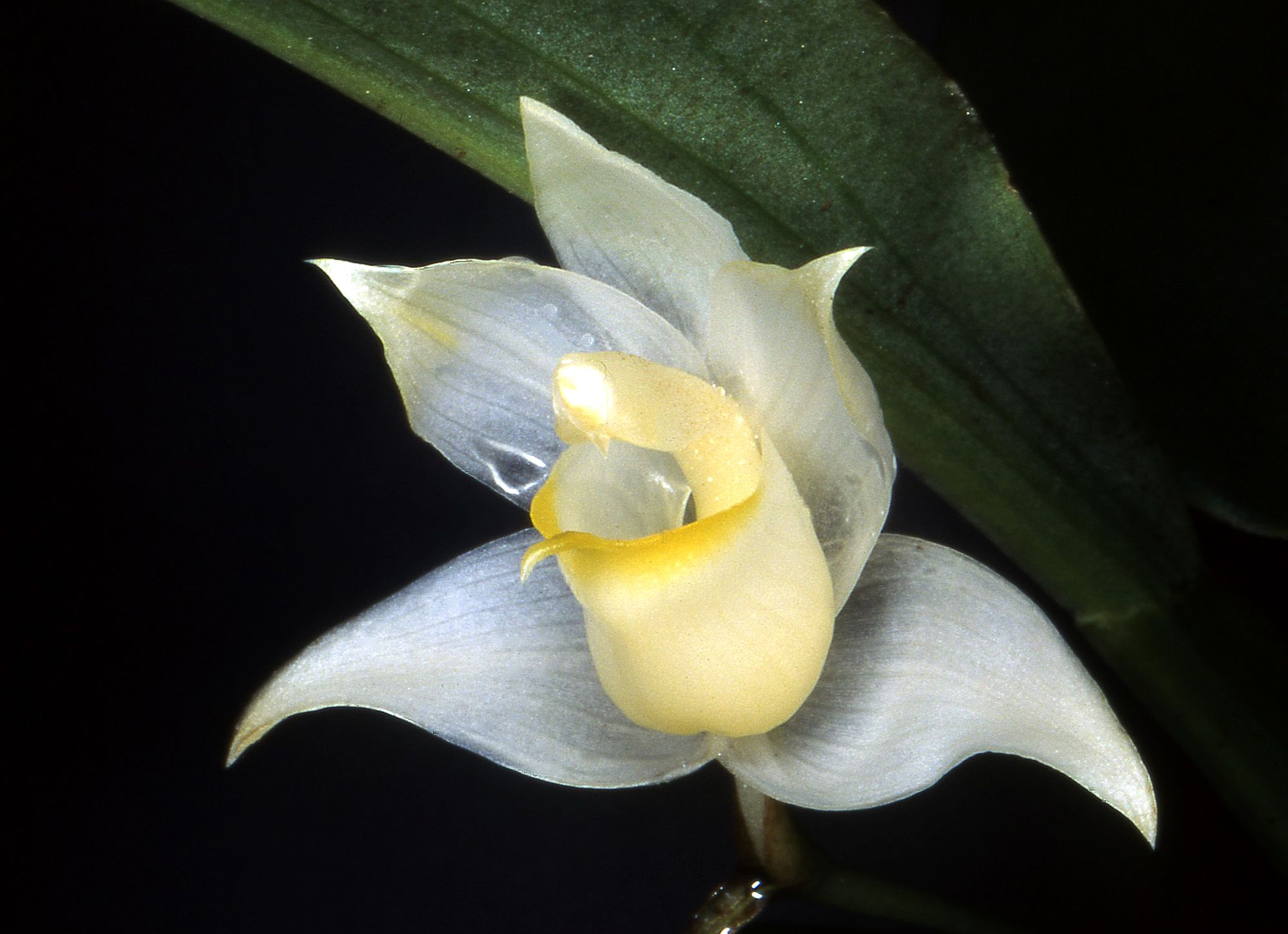
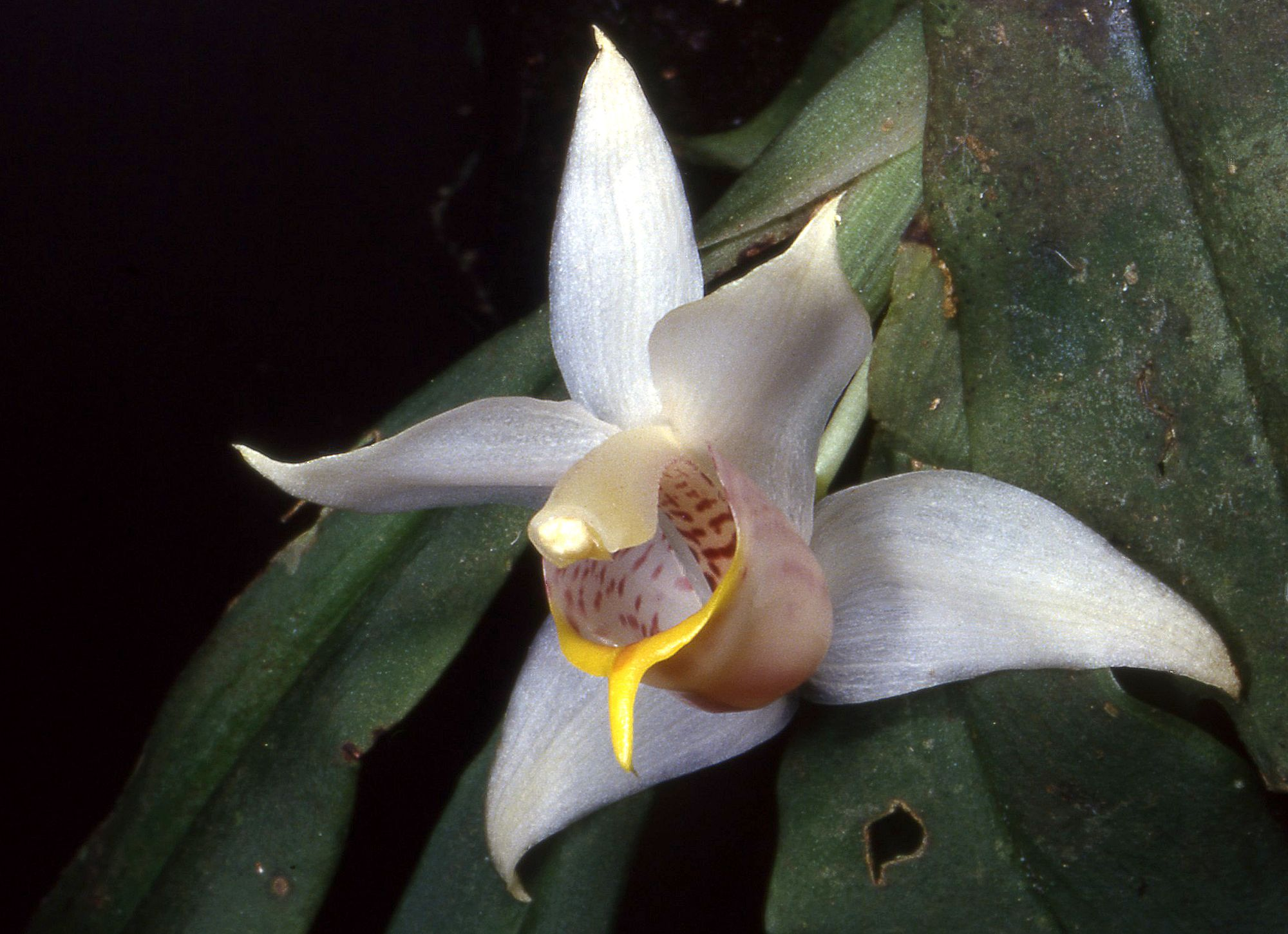